# Bryce Dallas Howard
Bryce Dallas Howard, född 2 mars 1981 i Los Angeles, är en amerikansk skådespelare, manusförfattare och filmregissör. Hon är dotter till skådespelaren och regissören Ron Howard.
Hon är gift med skådespelaren Seth Gabel sedan 2006. Paret har tillsammans en son född 2007 och en dotter född 2012.

## Filmografi, i urval
- 1989 – Föräldraskap
- 1995 – Apollo 13
- 2000 – Grinchen - Julen är stulen
- 2001 – A Beautiful Mind (okrediterad)
- 2004 – Book of Love
- 2004 – The Village
- 2005 – Manderlay
- 2006 – Lady in the Water
- 2006 – As You Like It
- 2007 – Spider-Man 3
- 2008 – Good Dick
- 2008 – The Loss of a Teardrop Diamond
- 2009 – Terminator Salvation
- 2010 – Eclipse
- 2010 – Livet efter detta
- 2011 – Niceville
- 2011 – 50/50
- 2015 – Jurassic World
- 2016 – Peter och draken Elliott
- 2016 – Gold
- 2018 – Jurassic World: Fallen Kingdom
- 2019 – Rocketman
- 2025 – Deep Cover